# Guy V. od Saint-Pola
Guy od Châtillona (? – London, 1360.) bio je grof Saint-Pol. Njegovi su roditelji bili Ivan od Saint-Pola i njegova žena Ivana de Fiennes.
Oženio je Ivanu Luksemburšku (? – 1392.), koja je bila kći Ivana I. od Lignyja. Nisu imali djece, pa je nakon Guyeve smrti od kuge njegova sestra Matilda postala grofica Saint-Pola.